# Lockheed J37
Pour les articles homonymes, voir J37.
Le Lockheed J37 (désignation de la compagnie : L-1000) fut l'un des premiers turboréacteurs conçus aux États-Unis. Il ne fut pas considéré comme très important, lorsqu'il fut présenté pour la première fois dans les années 1930, et son développement fut un peu laissé de côté. À la période à laquelle il fut suffisamment développé pour être produit en série, d'autres moteurs, souvent dérivés de concepts britanniques, l'avaient surclassé sur le plan des performances.
Il fut ensuite converti en un turbopropulseur, le T35, et plus tard encore il fut vendu à la compagnie Wright Aeronautical, au sein de laquelle il suscita un certain intérêt pour être employé sur ce qui allait devenir le bombardier B-52 Stratofortress, avant que cet appareil ne soit converti aux moteurs à réaction. Le J37 et le T35 furent construits à quelques exemplaires pour essais sur bancs, mais n'entrèrent jamais en production.

## Conception et développement
En 1930, Nathan Price (en) joignit Abner Doble (en), de Doble Steam Motors, un fabricant de moteurs à vapeur pour automobiles à vapeur et d'autres usages. Les années suivantes il travailla sur de nombreux projets, et dès l'automne 1933, commença à travailler sur un moteur à vapeur pour un emploi aéronautique. Le moteur était constitué d'un compresseur centrifuge, qui amenait de l'air à une chambre de combustion, qui à son tour fournissait de la vapeur à une turbine avant d'être expulsée par une tuyère, entraînant le compresseur et une hélice. Le moteur fut installé sur un avion d'essais début 1934, où il démontra des performances équivalentes à celles des moteurs à pistons existants, à l'exception de la difficulté à maintenir la puissance aux hautes altitudes en raison du compresseur. Les travaux sur ce concept se terminèrent en 1936, après que Doble ait trouvé que ce moteur ne suscitait que peu d'intérêt de la part des constructeurs d'avions ou de l'armée.
Price démarra les travaux sur son propre concept de turboréacteur en 1938, bien que ce concept initial fut bien plus complexe que ce qui apparut sous le nom de J37. Dans un effort pour maintenir l'efficacité en carburant du moteur similaire à celle des moteurs à pistons existants, Price utilisa une combinaison d'étages de compresseurs axiaux à basse pression, alimentant un compresseur alternatif. En 1941, il fut employé par Lockheed pour évaluer les compresseurs General Electric alors installés sur l'avion expérimental XP-49, une version de combat à haute altitude du célèbre P-38 Lightning. À ce moment-là, Price avait terminé la conception de base de son moteur à réaction et fut en mesure d'attirer l'intérêt du chef des ingénieurs de chez Lockheed, Clarence « Kelly » Johnson, qui fonderait plus tard les célèbres Skunk Works. Johnson pensait à un nouveau concept de chasseur à haute vitesse après avoir fait face à divers problèmes de compressibilité à haute vitesse avec le P-38, et le moteur à réaction lui sembla être tout naturellement adapté à ce projet. Courant 1941, il ordonna le développement d'un nouvel avion pouvant être propulsé par le moteur de Price, développant le moteur sous le nom de L-1000 et l'avion sous le nom de L-133 (en).
Plus tard cette année, la mission Tizard arriva aux États-Unis et présenta de nombreuses avancées technologiques en cours de réalisation en Angleterre, parmi lesquelles des informations sur les conceptions de moteurs à réaction de Frank Whittle. Des rumeurs d'un travail similaire en Allemagne et des vols très médiatisés en Italie suggérèrent alors qu'à ce moment-là, tout le monde sauf les Américains travaillait sur la propulsion à réaction, et ce constat leur fit alors placer la conception d'un moteur à réaction au premier plan. Vannevar Bush, la contrepartie de Tizard aux États-Unis, décida que la meilleure conduite à tenir était d'acheter une licence des conceptions britanniques. Un comité, sous la direction de William F. Durand (en), fut créé pour mettre en production les conceptions britanniques et construire un avion permettant de les tester. Ces projets apparurent sous le nom du turboréacteur General Electric J31 et de l'avion P-59 Airacomet.
Le 30 mars 1942, Lockheed soumit les propositions pour le L-133 et le L-1000 à la division de développement de l´US Army Air Force à Wright Field. À ce moment-là, le concept original se montra trop complexe et évolua en un nouveau, remplaçant les pistons par un ensemble de trois étages centrifuges, avec des échangeurs entre chaque étage. La chambre de combustion principale était dotée de douze tubes à flamme contenus dans une chambre plus grande de type annulaire (en anglais : « Cannular combustor »). Les gaz issus de la combustion étaient dirigés vers une turbine axiale à cinq étages. Pour ajouter de la poussée, du carburant pouvait être injecté entre les étages de turbine. Afin d'obtenir les meilleures performances à toutes les altitudes, le compresseur et les étages de turbine étaient reliés via un embrayage hydraulique à vitesse variable. Le poids de l'ensemble était de 775 kg et la poussée maximale au niveau de la mer était de 22,7 kN. Vers novembre 1942, le concept avait encore été amélioré, avec un poids de 735 kg et une zone de combustion employant des aciers chromés. L'armée ne montra toujours aucun intérêt, et Lockheed commençait à vouloir lâcher le programme.
Toutefois, le 19 mai 1943, Price accepta de radicalement redessiner son concept, à la demande urgente de Wright Field. Il produisit un concept bien plus simple, consistant en deux compresseurs axiaux à seize étages séparés par un seul échangeur. Les quatre premiers étages du compresseur le plus à l'avant restaient tributaires d'un embrayage pour leur permettre d'opérer à leur vitesse optimale. Pour les besoins des tests, les pales de compresseur n'avaient pas de profil aérodynamique particulier et étaient attachées au tambour central par des pivots, permettant de changer leur angle d'attaque entre les divers essais. La turbine fut réduite à quatre étages. Le compresseur basse pression était contenu dans un carénage cylindrique en deux parties dotées de nervures de renfort, lui donnant une apparence de boîte à œufs. Le compresseur à haute pression, plus court, était contenu dans un carénage similaire, mais avec des nervures de renfort courant de l'avant vers l'arrière uniquement. De la puissance était prélevée entre les deux compresseurs pour entraîner les accessoires, avec la boîte à engrenages placée sur le dessus du moteur, à l'extérieur des carénages des compresseurs.
En juin 1943, l’Army montra enfin un intérêt dans un projet à réaction Lockheed, et signa un contrat pour le P-80 Shooting Star, mais choisit qu'il soit motorisé par une version produite sous licence du turboréacteur à flux centrifuge Halford H.1. Ils restèrent toutefois intéressés par le L-1000 et attribuèrent un contrat de développement à long terme à Lockheed sous le nom XJ37-1, en juillet 1943, avec une première livraison prévue pour le 1er août 1945. Cependant, quand la guerre toucha à sa fin, le premier exemplaire n'était complet qu'aux deux tiers. Une partie du travail avait été attribuée sous contrat à la Menasco Motors Company, et à la fin de la guerre, l'entière partie mécanique du projet lui fut confiée. En même temps, les travaux continuaient sur le XJ37 comme concurrent des conceptions à flux axial en cours de développement chez Westinghouse, les 19A et 19B, qui furent testés pendant la période 1943-1945 et qui donnèrent naissance au premier turboréacteur de série à flux axial des États-Unis, le Westinghouse J30. Quelque 260 exemplaires de ce moteur furent produits pour les premiers avions militaires à réaction américains de l'US Navy, ainsi que pour le premier concept de chasseur à aile en delta américain, le Convair XF-92.
Le premier J37 fut finalement prêt à l'emploi en 1946. L'Army signa un contrat pour quatre autres exemplaires. À cette période une version turbopropulseur fut proposée, le XT35 Typhoon. Il s'agissait d'une adaptation assez simple du J37, ajoutant un cinquième étage de turbine à l'arrière du moteur, contenant une turbine radiale qui entraînait une hélice propulsive, et un échappement qui débouchait sur l'extérieur autour du moteur. Une disposition alternative aurait détourné l'échappement vers une ouverture à l'intérieur de la casserole d'hélice. En septembre 1947, Lockheed jeta finalement l'éponge et vendit le concept à Wright Aeronautical.
À ce moment, l’US Army Air Force (sur le point de devenir l’US Air Force était en train de développer un nouveau bombardier réellement intercontinental. Étant donné les technologies de structures et de moteurs disponibles à cette période, il apparut que la seule façon de construire cet avion serait d'utiliser des turbopropulseurs, et Wright se montra intéressé par ce marché potentiel. En juin 1946, Boeing proposa son Model 462 pour répondre aux demandes, équipé de six moteurs T35. Ce nombre fut plus tard réduit à quatre après une série de re-conceptions. Cependant, en 1948, les avancées dans la conception des cellules, en particulier l'apparition de l'aile en flèche, permirent au bombardier de se convertir à la propulsion à réaction. Ce projet donna naissance au B-52 Stratofortress.
Les travaux sur les J37 et T35 continuèrent jusqu'en juillet 1953, date à laquelle trois exemplaires avaient été livrés à l'USAF. Cette dernière arrêta tous les travaux et le projet se termina, après un investissement estimé à 4,5 millions de dollars de l'époque (environ 38,773 millions de dollars de 2017).